# Fajum (muhafaza)
Fajum (także m.in.: Al-Fajum, Al-Fajjum, arab.: محافظة الفيوم) – prowincja gubernatorska (muhafaza) w Egipcie, w północnej części. Zajmuje powierzchnię 6068 km². Stolicą administracyjną jest miasto Fajum.
Według spisu powszechnego w listopadzie 2006 roku populacja muhafazy liczyła 2 511 027 mieszkańców, natomiast według szacunków 1 stycznia 2015 roku zamieszkiwało ją 3 170 150 osób.